# Sant Jaume de Vilafranca de Conflent
Sant Jaume de Vilafranca de Conflent és l'església parroquial, romànica, de la vila de Vilafranca de Conflent, a la comarca del Conflent, de la Catalunya del Nord.
És situada a prop de l'extrem sud-oest de l'interior de la vila murallada, a la Plaça de l'Església i carrer de Sant Jaume, davant per davant -en diagonal- de la Casa de la Vila de Vilafranca de Conflent.

## Història
Cal datar el conjunt majoritàriament a la segona meitat del segle xii, tot i que el primer esment de l'església és de finals del segle xi: l'abril del 1090 o 1091 és esmentada l'església en la carta poble de Vilafranca de Conflent, atorgada pel comte de Cerdanya Guillem Ramon I. El bisbe d'Elna, Artau II, concedí l'autorització per a la construcció de l'església, que havia d'estar subjecta perpètuament a la canònica augustiniana de Santa Maria de Cornellà de Conflent: Concedit namque preterea Artallus, Dei gratia episcopus, me rogante, Ville Franche, ut ecclesia ibi fiat sub iussione alme Dei genitricis Marie Corneliani in perpetuum. El 1094 el mateix Guillem Ramon I de Cerdanya en reiterava aquesta donació en el seu testament. Pel que es desprèn del testament, l'església encara no era construïda; alhora, s'hi diu que la canònica de Cornellà de Conflent havia de ser fundada pel seu fill i hereu Guillem Jordà. El 4 de març del 1097 Guillem Jordà fundà la canònica augustiniana de Cornellà de Conflent, i tornà a demanar al bisbe d'Elna, en aquell moment Ermengol, que l'església de Vilafranca de Conflent fos sotmesa a Santa Maria de Cornellà de Conflent.
Després d'uns anys en què aquesta subjecció no fou efectiva, per la feblesa real i material de la canònica, Ramon Berenguer III recollí la successió dels comtes de Cerdanya i restituí els seus drets, inclosos els drets sobre l'església de Sant Jaume de Vilafranca de Conflent, a la canònica augustiniana. Ramon Berenguer IV ho corroborava el 1137. L'església parroquial de Sant Jaume de Vilafranca de Conflent fou sempre una de les més pobres de la diòcesi, i el 1577 Pere Màrtir Coma, bisbe d'Elna, hi uní les església parroquials de Sant Julià i Santa Basilissa de Jújols i de Sant Martí de Canavelles.
Fou declarada monument històric l'any 1862, tot i que no es va restaurar fins al darrer quart del segle xx.

## L'edifici

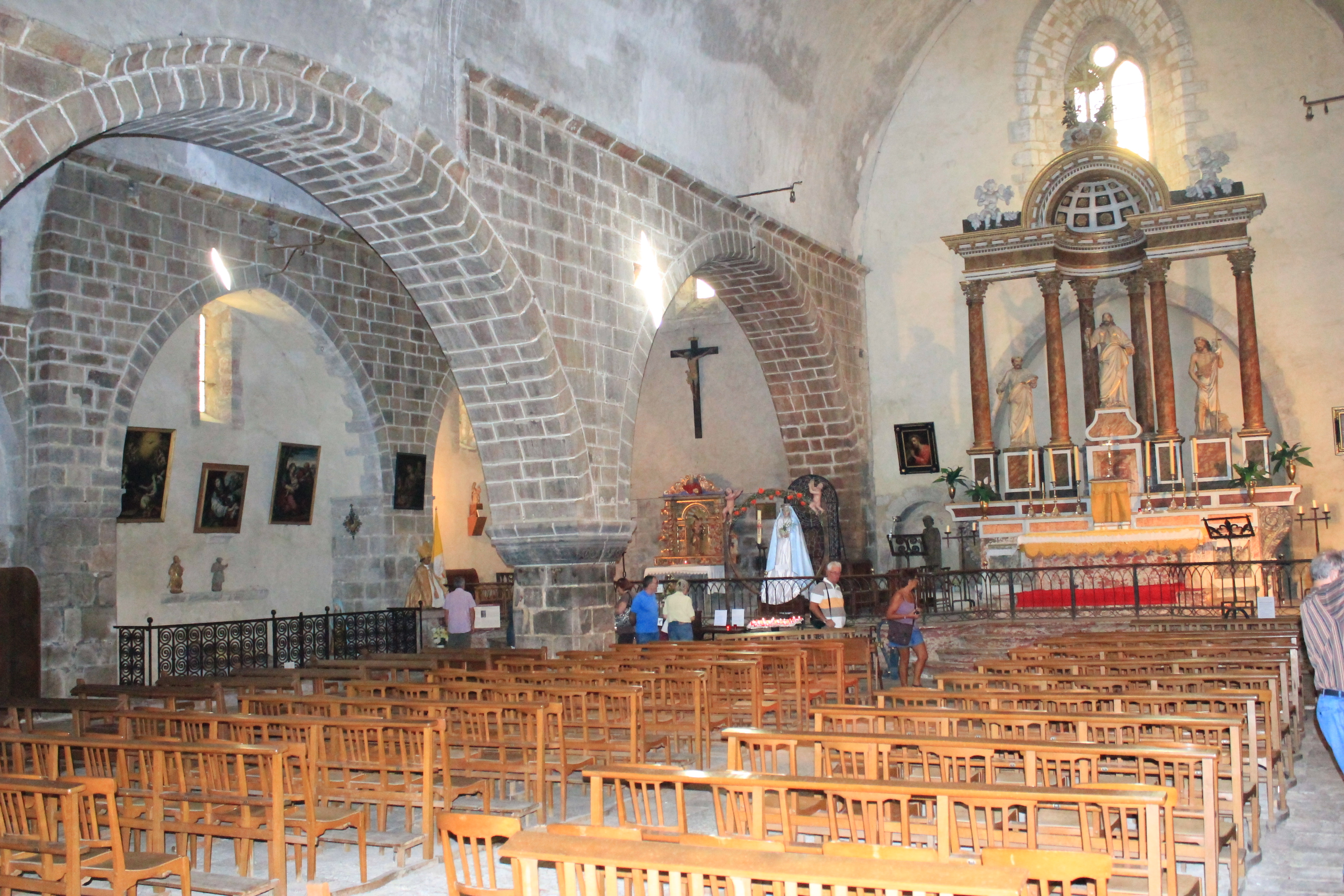
Interior de l'església, amb les dues naus

L'església es compon de dues naus: la del nord és del primer terç del segle XlI, i la sud, que és el doble d'ample fou construïda al segle xiii, aprofitant una remodelació de les muralles de la vila. Al mateix temps es van perllongar les dues naus per la banda de la capçalera antiga, que va desaparèixer, i també s'aixecà un campanar de torre quadrada unit a l'extrem occidental de l'església: els merlets piramidals que el coronen, així com les finestres d'arc apuntat del pis superior, són, probablement, obra del segle xiv. El claustre, que era al costat de migdia del temple, fou arrasat; només en queda la filera de mènsules sobre les quals requeia l'arrencada de les voltes de les ales del claustre. El portal occidental del claustre fou suprimit, ja que es va transferir íntegrament a la façana meridional de l'església: és l'actual porta oriental, la més petita.
L'aparell és obrat amb carreus de marbre rosa local, de mida grossa, acuradament tallats. Una cornisa motllurada de quart de cercle recorria l'arrencada de la volta.
Encara, a finals del xvii, també aprofitant una remodelació de les muralles (l'empresa per Vauban), es van remodelar els entorns de l'església: 

### La portalada

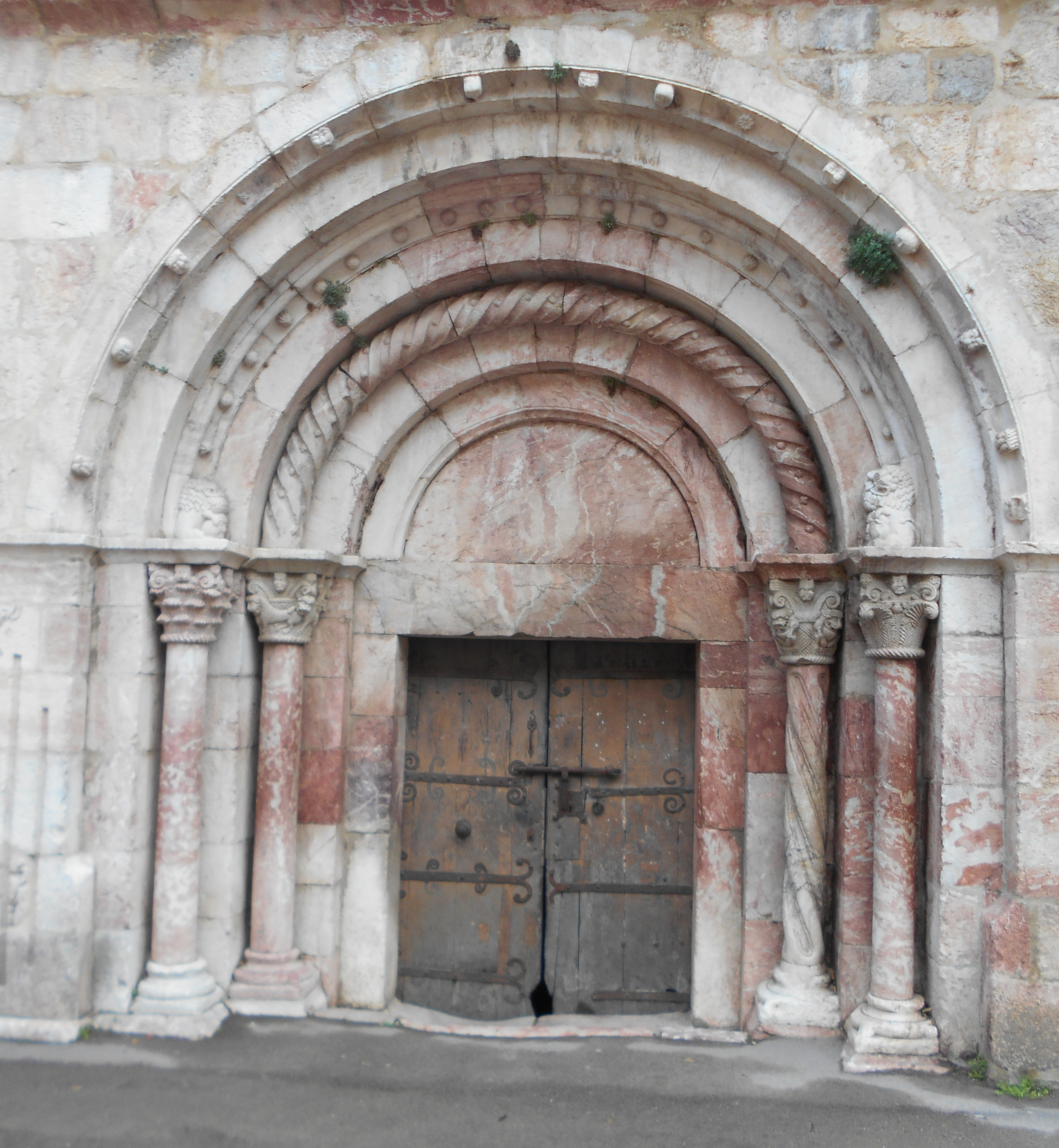
Portalada principal

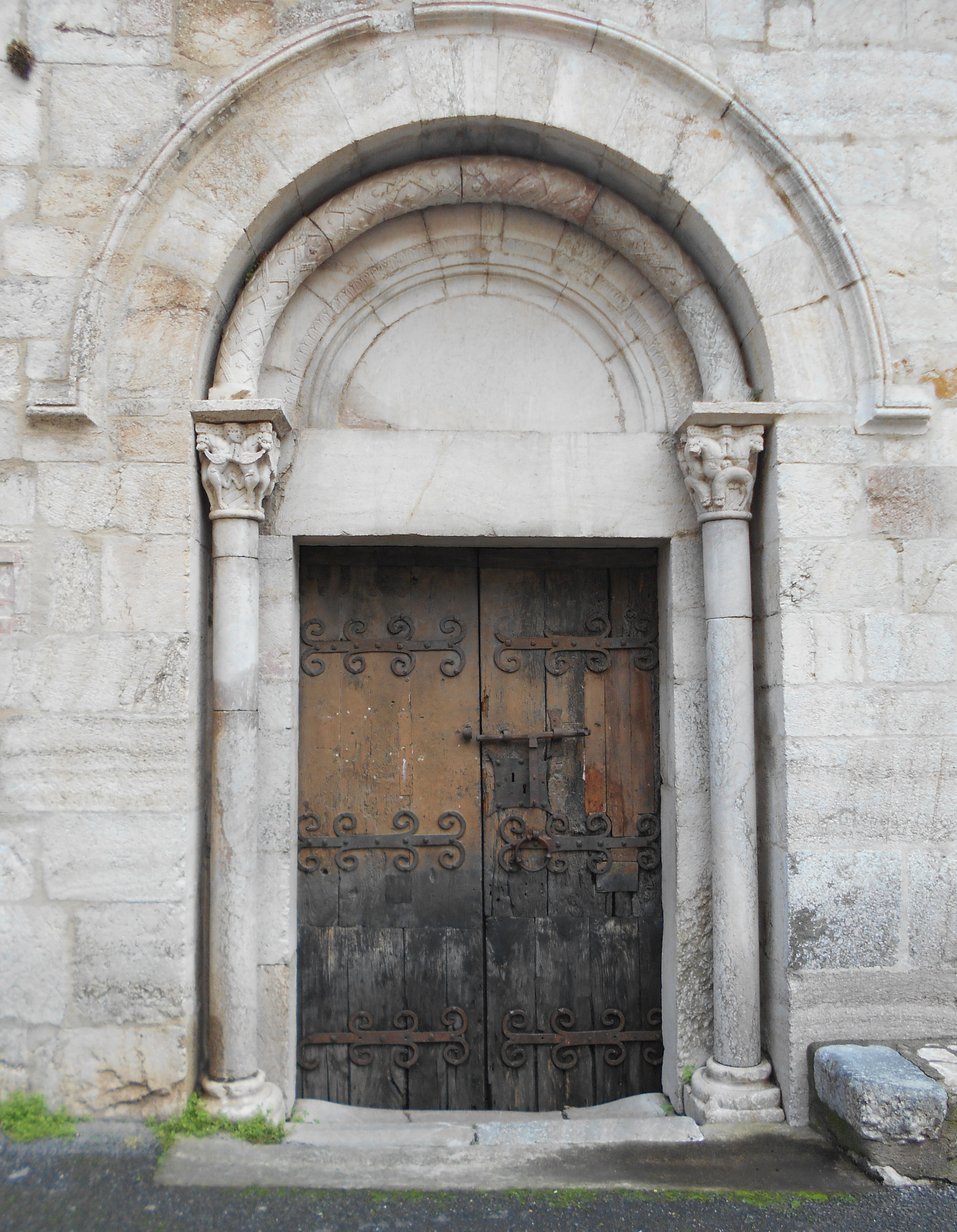
Portal secundari, antigament porta del claustre

Dins del conjunt monumental de l'església de Sant Jaume destaca la seva doble portalada romànica, oberta a la façana nord, cosa no gaire habitual en el romànic, en aquest cas motivat perquè la façana meridional de l'església està unida a les muralles de la vila.
A l'angle nord-oest, sota el campanar, es troba el portal original de l'església, també construït en marbre rosa i amb cinc arcs en degradació, amb una arquivolta doble. Està emmarcat per quatre columnes (dues a cada banda), que estan coronades per capitells ornats amb fullatges als exteriors i lleons i micos als interiors; aquests capitells són idèntics, per tema, composició i factura, a capitells del claustre de Sant Miquel de Cuixà. Les columnes, tres de llises i una retorçada en espiral, sostenen primer els capitells i després les arquivoltes ornamentades (motllura en espiral, amb caps humans i d'animals) que emmarquen el timpà i el dintell.
La primera arquivolta, des de l'exterior, està motllurada en cavet, i presenta una decoració de caps humans i d'animals en relleu. La segona, una de boles i rosetes, i la tercera, amb el tor amb decoració helicoïdal i rosetes. Els dos capitells exteriors presenten una ornamentació vegetal, el del costat de llevant té tres fileres superposades de fulles d'acant; és un capitell corinti similar a un del Museu del Louvre de París, procedent del claustre de Cuixà, i a un altre del The Cloisters Museum de Nova York, i el del costat de ponent, amb palmetes corbades a l'angle, és com un de les dobles columnes de l'angle sud-est de Cuixà. Els capitells interiors presenten, a llevant, lleons sobre un fons estriat, també té la seva rèplica a les dobles columnes suara esmentades; el de ponent, amb dos lleons i un simi ajupits als angles també tenen rèpliques al museu de Nova York i a la galeria sud de Cuixà. Al damunt dels capitells, sobre les impostes respectives, hi ha dos lleons asseguts amb les potes del davant damunt de caps humans. Simbolitzen el triomf sobre la mort i l'esperança de la resurrecció.
| Portalada principal | Portalada principal | Portalada principal | Portalada principal   | Portalada principal  |
| ------------------- | ------------------- | ------------------- | --------------------- | -------------------- |
| Columnes orientals  | Capitells orientals | Timpà i arquivoltes | Capitells occidentals | Columnes occidentals |
| Columnes orientals  | Capitells orientals | Timpà i arquivoltes | Capitells occidentals | Columnes occidentals |

El portal secundari, anteriorment portal del claustre, és més senzill i estret. Té una sola arquivolta motllurada, damunt d'una columna amb capitell per banda i la llinda i el timpà llisos, sense decoració. L'arc és de mig punt, fet de dovelles molt ben tallades i protegit per un guardapols. L'arquivolta està reforçada per un tor decorat amb un entrellaçat perlat, que es troba també a Cuixà i a Santa Maria de Serrabona. Al capitell de llevant, hi ha uns grius alats que mosseguen les puntes de les ales i que destaquen sobre un fons estriat en diagonal; llur cap és únic, a l'angle del capitell. En el de la dreta, també amb cap únic als angles, hi ha unes lleones afrontades, que es llepen les potes del davant, també sobre un fons estriat. A l'àbac del capitell, hi destaca una veta perlada. Tot plegat ens porta a més paral·lelismes amb Serrabona i Cuixà, cosa que remet al mestre de les tribunes d'aquells dos monestirs, també anomenat segon taller de Cuixà. Una característica que diferencia els dos tallers és l'ús del trepant en determinats llocs de l'obra escultòrica, per a la inserció de robins o de plom. Obrada entre el 1140 i el 1150, aquesta obra, feta amb marbre rosa local, té la rèplica en la portalada de Santa Maria de Brullà, tanmateix feta amb marbre blanc de Ceret.
| Capitell oriental | Timpà i arquivoltes | Capitell occidental |
| Capitell oriental | Timpà i arquivolta  | Capitell occidental |

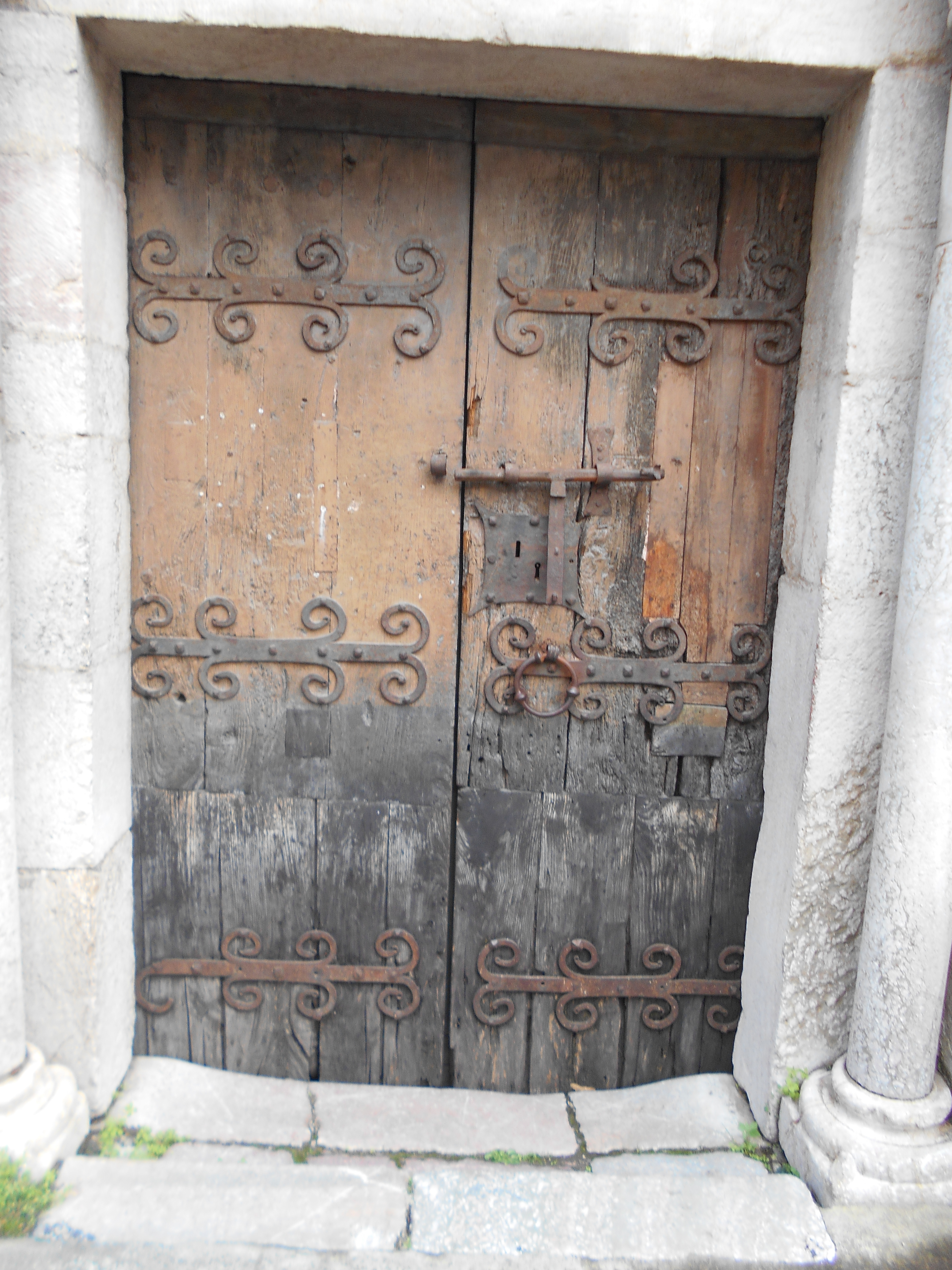
Ferramenta de la porta oriental, la petita

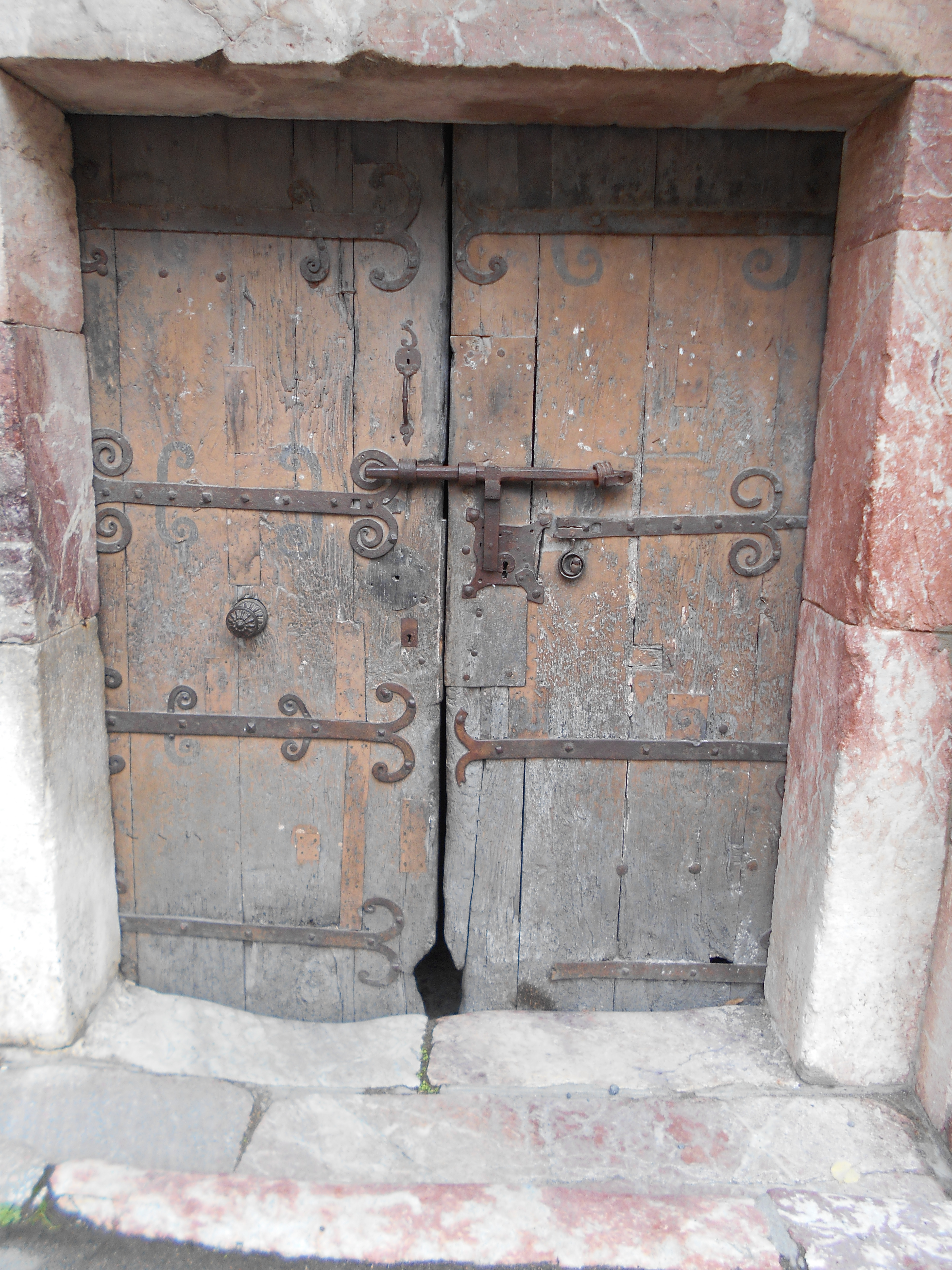
Ferramenta de la porta occidental, la gran

Els batents de les portes, probablement els originals, conserven la ferramenta romànica, com en molts altres indrets de la Catalunya del Nord.

### Les làpides murals
A l'església de Sant Jaume es conserven diverses làpides, tant a l'interior com a l'exterior. A l'interior, a la capella de sant Antoni de Pàdua (anteriorment de sant Miquel), al costat de llevant, hi ha una làpida amb l'epitafi d'Arnau de Bardolí. Fa 55,8 per 45 centímetres, i està situada a 1,21 del terra. El text està emmarcat per deu escuts que duen uns les armes del difunt i els altres, probablement les de la seva muller. El text, en llatí, traduït al català diu: L'any del Senyor 1263 (a les calendes d'abril) morí Arnau de Bardolí, el qual instituí l'almoina d'aquesta vila i edificà i dotà aquest altar de sant Miquel.
L'exterior del temple conserva tres làpides més, dues amb text, molt afectat pel pas dels anys, i una amb un dibuix; totes tres són al costat de ponent de la porta petita de la façana nord. És probable que totes tres provinguin, com la mateixa porta, del recinte del claustre desaparegut, al costat meridional de l'església.

### El mobiliari interior
El conjunt del mobiliari de l'església de Sant Jaume és interessant. De l'època medieval destaquen un gran Crist jacent, pertanyent a la transició del romànic al gòtic, d'inicis del segle xiv, de fusta policromada, i una estàtua de sant Pere de la mateixa època, de fusta policromada i pertanyent al corrent de transició d'influència francogòtica. Procedeix del portal del pont de sant Pere, al nord, on ara hi ha una rèplica. Igualment dins del moment de transició esmentat, es troben en aquesta església diversos canelobres de ferro forjat dels segles XIII - XIV i un altre canelobre, més gros, que es considera obrat en el XII - XIII. Ja d'èpoques posteriors, també hi ha els retaules de sant Pere, del 1627, de la Mare de Déu, del segle xvii, de la Mare de Déu de Vida, fet per Josep Sunyer el 1715, a més de les estàtues del Crist dels Ultratges, del xvii, un altre Crist, igualment del xvii, i algunes altres, teles i marbres funeraris dels segles xvii i XVIII, a més de nombrosos exvots.